# Aphaenogaster rupestris
Aphaenogaster rupestris är en myrart som beskrevs av Auguste-Henri Forel 1909. Aphaenogaster rupestris ingår i släktet Aphaenogaster och familjen myror. Inga underarter finns listade i Catalogue of Life.